# Referendos em Donetsk e Lugansk de 2014
Os referendos sobre a situação política dos oblasts ucranianos de Donetsk e Lugansk ocorreram em 11 de maio de 2014 em diversas cidades das auto-proclamadas República Popular de Donetsk e República Popular de Lugansk. Os resultados destes referendos procuravam legitimar a proclamação de independência destes territórios em relação à Ucrânia, em meio a uma instabilidade política no leste russófono da Ucrânia, decorrente da revolução ucraniana de 2014.
O resultado destes referendos não foram reconhecidos oficialmente por qualquer governo, incluindo a Rússia, os Estados Unidos, os países da União Europeia, além da própria Ucrânia. A Alemanha e os Estados Unidos declararam que estes referendos não possuíam "legitimidade democrática", enquanto o governo russo expressou "respeito" pelos resultados e pediu uma implementação "civilizada" da independência destas duas repúblicas, mais tarde unificadas com o nome de Estado Federal da Nova Rússia.